# Egglham
Egglham è un comune tedesco di 2 415 abitanti, situato nel land della Baviera.